# Diegocanis
Diegocanis — вимерлий рід цинодонтів з пізнього тріасу (карній) Аргентини. Типовий вид, Diegocanis elegans, був названий у 2013 році на основі скам'янілостей, знайдених у Cancha de Bochas Member формації Ischigualasto в басейні Ischigualasto-Villa Unión. Diegocanis був класифікований в рамках нової родини пробіногнатійних цинодонтів під назвою Ecteniniidae разом із родами Ecteninion і Trucidocynodon.